# Danny Everett
Daniel Joseph Everett, detto Danny (Van Alstyne, 1º novembre 1966), è un ex velocista statunitense, specializzato nei 400 metri piani e campione olimpico della staffetta 4×400 metri a Seul 1988.

## Biografia
A soli 20 anni conquista una medaglia d'oro mondiale a Roma 1987 come componente della staffetta 4×400 metri statunitense. L'anno seguente, a Seul 1988, partecipa ai suoi primi Giochi olimpici vincendo un bronzo sui 400 metri piani, con il tempo di 44"09, e la medaglia d'oro con la staffetta 4×400 metri statunitense. La squadra, composta dallo stesso Everett, Steve Lewis, Kevin Robinzine e Butch Reynolds, conclude la prova con il tempo di 2'56"16, eguagliando il primato mondiale.
Nel 1991 ai Mondiali di Tokyo è terzo nella gara individuale, dietro al connazionale Antonio Pettigrew ed al britannico Roger Black, mentre è secondo con la staffetta 4×400 metri.
Nel 1992, dopo aver corso in 43"81 ai trials svoltisi a New Orleans, si presenta da favorito ai Giochi olimpici di Barcellona ma un infortunio prima della finale ne pregiudica però la partecipazione e la possibile conquista del titolo olimpico.

## Palmarès
| Anno | Manifestazione  | Sede       | Evento      | Risultato  | Prestazione | Note                          |
| ---- | --------------- | ---------- | ----------- | ---------- | ----------- | ----------------------------- |
| 1987 | Mondiali        | Roma       | 4×400 m     | Oro        | 2'57"29     | Record dei campionati         |
| 1988 | Giochi olimpici | Seul       | 400 m piani | Bronzo     | 44"09       |                               |
| 1988 | Giochi olimpici | Seul       | 4×400 m     | Oro        | 2'56"16     | Record mondiale               |
| 1991 | Mondiali        | Tokyo      | 400 m piani | Bronzo     | 44"63       | Miglior prestazione personale |
| 1991 | Mondiali        | Tokyo      | 4×400 m     | Argento    | 2'57"57     |                               |
| 1992 | Giochi olimpici | Barcellona | 400 m piani | Semifinale | 56"61       |                               |